# Unidad Habitacional CTM, Querétaro Arteaga
Unidad Habitacional CTM är en ort i Mexiko.   Den ligger i kommunen Cadereyta de Montes och delstaten Querétaro Arteaga, i den centrala delen av landet, 160 km nordväst om huvudstaden Mexico City. Unidad Habitacional CTM ligger 2 125 meter över havet och antalet invånare är 444.
Terrängen runt Unidad Habitacional CTM är kuperad österut, men västerut är den platt. Runt Unidad Habitacional CTM är det ganska glesbefolkat, med 38 invånare per kvadratkilometer. Närmaste större samhälle är Tequisquiapan, 17,8 km söder om Unidad Habitacional CTM. Trakten runt Unidad Habitacional CTM består i huvudsak av gräsmarker.